# Conjunto de cinco torres
El Conjunto de cinco torres es un monumento protegido, de una serie de cinco torres de defensa, como Bien Cultural de Interés Nacional del municipio de Bagur en la comarca catalana del (Bajo Ampurdán) de la provincia de Gerona.

## Historia
Las torres de defensa de Bagur fueron construidas para defenderse de los ataques de los piratas y corsarios, peligro que se agravó después de la caída de Bizancio 1453. Se dio permiso a los particulares para levantar este tipo de fortificaciones que pertenecían a casas aisladas y después han quedado integradas dentro del núcleo urbano. Estas torres fueron construidas desde el último tercio del siglo XVI hasta las primeras décadas del XVII.

## Torre de Can Marqués
41°57′17″N 3°12′30″E / 41.954743, 3.208343
La torre está situada dentro del casco urbano, en un desvío de la calle Bonaventura Carreras, y rodeada de otras construcciones. Se accede al interior desde la casa anexa.
Es de planta circular, de unos 5 metros de diámetro y 12 metros de altura. Está coronada por almenas escalonadas y uno de ellas se abría a un matacán, del que sólo quedan las ménsulas. Por debajo de las almenas se conservan las gárgolas de piedra que rodean la torre. Tiene aspilleras cuadrangulares y al oeste una ventana adovelada. El interior está dividido en dos plantas cubiertas con bóvedas semiesféricas. El aparato es de pedruscos ligado con mortero.

## Torre del Mas Pinc
41°57′32″N 3°12′44″E / 41.95877, 3.212338
Es la única de las torres conservada fuera del casco urbano, a unos 400 metros al este, dirección hacia Sa Sal. Junto a la torre se construyó una masía conocida con el nombre de Carmen Amaya o Mas Pinc.
La torre es de planta circular, de 5,40 metros de diámetro y 14,40 metros de altura. Está coronada por almenas escalonadas y una de ellas, en el sector oeste, estaba perforada y tenía un matacán, del que sólo quedan las ménsulas. Debajo del matacán hay una ventana enmarcada por piedra escuadrada. Hay varias aspilleras distribuidas por la torre. El interior está dividido en dos plantas cubiertas de bóvedas semiesféricas. El aparato es de pedruscos ligado con mortero.

## Torre de Ca n'Armanac
41°57′16″N 3°12′30″E / 41.954319, 3.208329
La Torre de Ca n'Armanac o de Can Reig se encuentra dentro del patio de la casa número 10 de la calle Bonaventura Carreras. Para acceder hay que pasar por dentro de la casa.
Es de planta circular con la base ataludada y coronada por almenas escalonadas con aspilleras. Hay aberturas de pequeñas proporciones con dinteles, pero una de ellas es mayor, tiene el dintel moldurado y el vierteaguas se abre a una aspillera. El paramento es de pedruscos unido con mortero.

## Can Pella i Forgas
41°57′17″N 3°12′22″E / 41.954718, 3.206205
La torre está adosada al lado de una masía, en la plaza Pella i Forgas. Está situada en la fachada lateral derecha y está totalmente revocada. El coronamiento es de almenas escalonadas con aspilleras en el centro. Tiene una ventana de arco conopial, que corresponde a un agregado hecho posteriormente, cuando la torre fue restaurada. En el cuerpo de la torre también se abren algunas aspilleras.

## Torre del carrer Sant Ramon
41°57′21″N 3°12′27″E / 41.955702, 3.207608

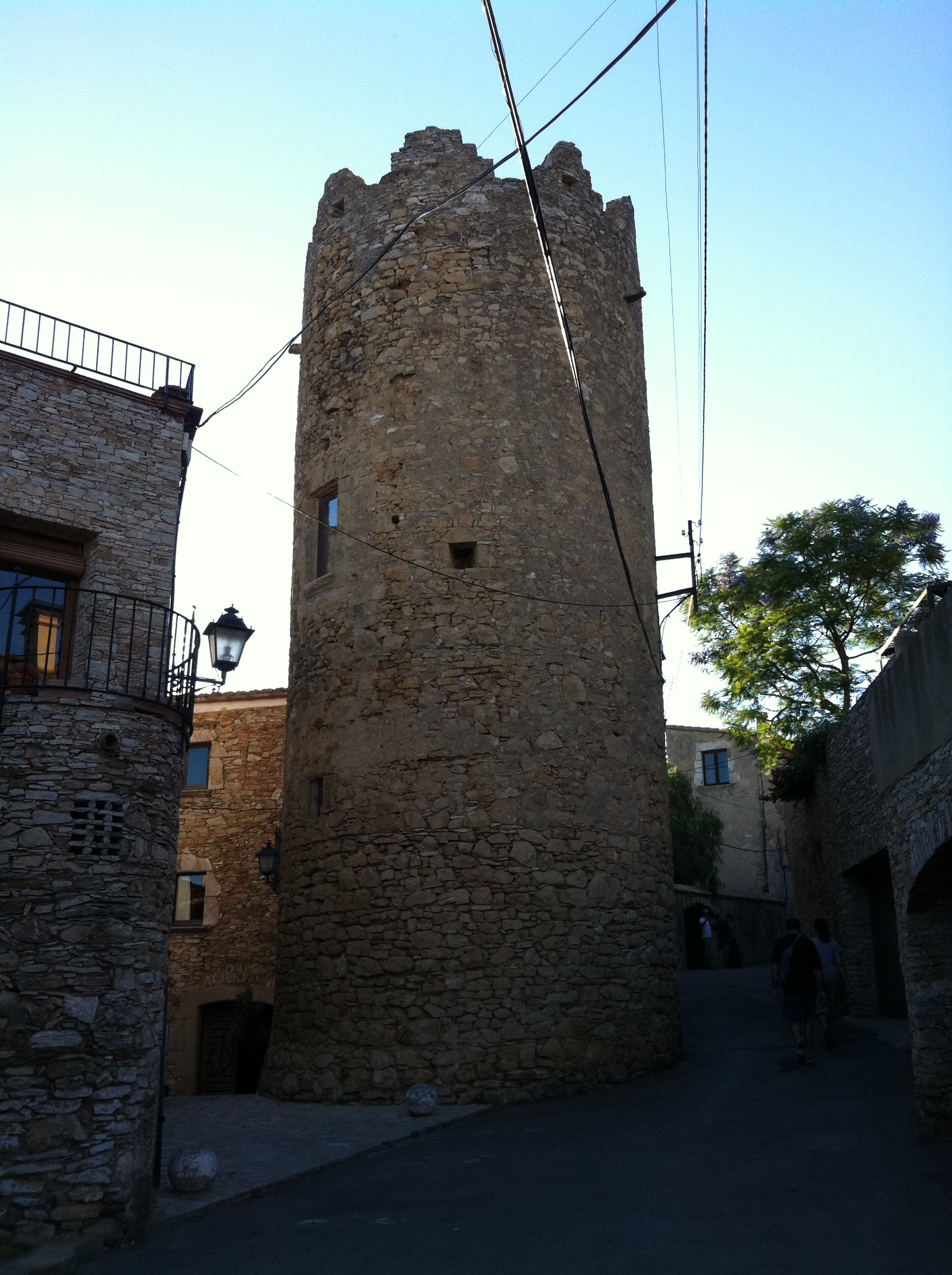
Torre del carrer Sant Ramon

La torre está situada en la calle de subida al Castillo de Bagur y adosada a una casa. Es de planta circular, de unos 5 metros de diámetro, 12 metros de altura y 1,60 metros de espesor de muro en la parte inferior. Está coronado por almenas escalonadas con aspilleras. Tenía un matacán de los que sólo quedan las cartelas. Junto a la parte sur, y a la altura del segundo piso, hay una ventana con dintel de piedra escuadrada también se encuentran algunas aspilleras repartidas por el cuerpo de la torre. El interior está dividido en dos pisos cubiertos con bóvedas semiesféricas. El paramento es de piedras sólo devastada y ligada con mortero. En el alto de la torre se conserva un trozo de la antigua muralla que a partir de ahí seguía su recorrido en dirección al castillo, que se encuentra unos pocos metros más arriba.